# Un chant d'amour
Un chant d'amour (doslovný překlad: Piseň pro lasku) je černobílý film a jediný film, režírovaný francouzským spisovatelem Jeanem Genetem v roce 1950.